# 叠氮化亚铕
叠氮化亚铕是一种无机化合物，化学式为Eu(N3)2，它首次于2014年由铕和叠氮化银在液氨中反应、再减压加热后得到。它溶于液氨可以得到黄色溶液，从中可以析出[Eu(NH3)8](N3)2晶体。